# فهرست گل‌های ملی دیگو مارادونا
دیگو مارادونا یک بازیکن فوتبال سابق آرژانتینی است که از سال ۱۹۹۴ تا ۱۹۷۷ نماینده تیم ملی فوتبال آرژانتین در پست مهاجم بود. وی در ۹۱ بازی ۳۴ گل به ثمر رسانده‌است. او اولین بازی خود را در سن ۱۶سالگی در سال ۱۹۷۷، در یک بازی دوستانه مقابل مجارستان انجام داد (۵–۱). او اولین گل خود را در سال ۱۹۷۹ در بازی دوستانه مقابل اسکاتلند به ثمر رساند.
وی همچنین در ۴ جام جهانی (۱۹۸۲، ۱۹۸۶، ۱۹۹۰، ۱۹۹۴) و ۳ کوپا آمریکا (۱۹۷۹، ۱۹۸۷، ۱۹۸۹) نماینده آلبی سلسته بوده‌است. وی که مشهورترین بازی بین‌المللی خود در دیدار پایانی جام جهانی ۱۹۸۶ را انجام داده و در بازی مرحله یک چهارم نهایی برابر انگلیس ۲ گل مشهور به ثمر رساند تا آرژانتین راهی دیدار پایانی شود که به عنوان  دست خدا و گل قرن شناخته می‌شود. او همچنین موفق به دریافت جایزه توپ طلای آن مسابقات شد. او آخرین گل ملی خود را در اولین بازی جام جهانی ۱۹۹۴ که در برابر یونان، برگزار شد به ثمر رساند و در نهایت، آخرین بازی خود را در دومین دیدار خود در مرحله گروهی برابر نیجریه انجام داد، و به دلیل دوپینگ هرگز برای آرژانتین بازی نکرد.

## گلهای ملی
| تعداد | تاریخ          | میزبان                                           | رقیب               | زده | نهایی | رقابت                                               | منبع  |
| ----- | -------------- | ------------------------------------------------ | ------------------ | --- | ----- | --------------------------------------------------- | ----- |
| ۱.    | ۲ ژوئن ۱۹۷۹    | ورزشگاه همپدن پارک، گلاسگو، اسکاتلند             | اسکاتلند           | ۰-۳ | ۱–۳   | دوستانه                                             | [ ۷ ] |
| ۲.    | ۲۵ ژوئن ۱۹۷۹   | ورزشگاه مونومنتال، بوئنوس آیرس، آرژانتین         | برگزیده جهان       | ۰-۱ | ۲–۱   | دوستانه                                             |       |
| ۳.    | ۸ اوت ۱۹۷۹     | ورزشگاه خوزه آمالفیتانی، بوئنوس آیرس، آرژانتین   | بولیوی             | ۰-۳ | ۰–۳   | کوپا آمریکا ۱۹۷۹                                    |       |
| ۴.    | ۳۰ آوریل ۱۹۸۰  | ورزشگاه مونومنتال، بوئنوس آیرس، آرژانتین         | برگزیده ایرلند     | ۰-۱ | ۰–۱   | دوستانه                                             |       |
| ۵.    | ۲۱ مه ۱۹۸۰     | ورزشگاه ارنست هاپل، وین، اتریش                   | اتریش              | ۰-۳ | ۱–۵   | دوستانه                                             |       |
| ۶.    | ۲۱ مه ۱۹۸۰     | ورزشگاه ارنست هاپل، وین، اتریش                   | اتریش              | ۱-۴ | ۱–۵   | دوستانه                                             |       |
| ۷.    | ۲۱ مه ۱۹۸۰     | ورزشگاه ارنست هاپل، وین، اتریش                   | اتریش              | ۱-۵ | ۱–۵   | دوستانه                                             |       |
| ۸.    | ۱۲ اکتبر ۱۹۸۰  | ورزشگاه مونومنتال، بوئنوس آیرس، آرژانتین         | لهستان             | ۱-۲ | ۱–۲   | دوستانه                                             |       |
| ۹.    | ۴ دسامبر ۱۹۸۰  | ورزشگاه خوزه ماریا مینلا، مار دل پلاتا، آرژانتین | اتحاد جماهیر شوروی | ۰-۱ | ۱–۱   | دوستانه                                             |       |
| ۱۰.   | ۱۶ دسامبر ۱۹۸۰ | ورزشگاه ماریو آلبرتو، کوردوبا، آرژانتین          | سوئیس              | ۰-۴ | ۰–۵   | دوستانه                                             |       |
| ۱۱.   | ۴ ژانویه ۱۹۸۱  | ورزشگاه سنتناریو، مونته‌ویدئو، اروگوئه            | برزیل              | ۰-۱ | ۱–۱   | جام قهرمانان جهان ۱۹۸۰                              |       |
| ۱۲.   | ۱۸ ژوئن ۱۹۸۲   | ورزشگاه خوزه ریکو پرز، آلیکانته، اسپانیا         | مجارستان           | ۰-۲ | ۱–۴   | جام جهانی ۱۹۸۲                                      |       |
| ۱۳.   | ۱۸ ژوئن ۱۹۸۲   | ورزشگاه خوزه ریکو پرز، آلیکانته، اسپانیا         | مجارستان           | ۰-۳ | ۱–۴   | جام جهانی ۱۹۸۲                                      |       |
| ۱۴.   | ۹ مه ۱۹۸۵      | ورزشگاه مونومنتال، بوئنوس آیرس، آرژانتین         | پاراگوئه           | ۰-۱ | ۱–۱   | دوستانه                                             |       |
| ۱۵.   | ۱۴ مه ۱۹۸۵     | ورزشگاه مونومنتال، بوئنوس آیرس، آرژانتین         | شیلی               | ۰-۱ | ۰–۲   | دوستانه                                             |       |
| ۱۶.   | ۲۶ مه ۱۹۸۵     | ورزشگاه پوئبلو نوئوو، سن کریستوبال، ونزوئلا      | ونزوئلا            | ۰-۱ | ۲–۳   | مقدماتی جام جهانی فوتبال ۱۹۸۶ (منطقه آمریکای جنوبی) |       |
| ۱۷.   | ۲۶ مه ۱۹۸۵     | ورزشگاه پوئبلو نوئوو، سن کریستوبال، ونزوئلا      | ونزوئلا            | ۱-۳ | ۲–۳   | مقدماتی جام جهانی فوتبال ۱۹۸۶ (منطقه آمریکای جنوبی) |       |
| ۱۸.   | ۹ ژوئن ۱۹۸۵    | ورزشگاه مونومنتال، بوئنوس آیرس، آرژانتین         | ونزوئلا            | ۰-۳ | ۰–۳   | مقدماتی جام جهانی فوتبال ۱۹۸۶ (منطقه آمریکای جنوبی) |       |
| ۱۹.   | ۱۴ نوامبر ۱۹۸۵ | ورزشگاه یادبود کولیسیم، لس آنجلس، ایالات متحده   | مکزیک              | ۱-۱ | ۱–۱   | دوستانه                                             |       |
| ۲۰.   | ۴ مه ۱۹۸۶      | ورزشگاه رمت گن، تل آویو، اسرائیل                 | اسرائیل            | ۰-۱ | ۲–۷   | دوستانه                                             |       |
| ۲۱.   | ۴ مه ۱۹۸۶      | ورزشگاه رمت گن، تل آویو، اسرائیل                 | اسرائیل            | ۲-۶ | ۲–۷   | دوستانه                                             |       |
| ۲۲.   | ۵ ژوئن ۱۹۸۶    | ورزشگاه کواتموک، پوئبلا، مکزیک                   | ایتالیا            | ۱-۱ | ۱–۱   | جام جهانی ۱۹۸۶                                      |       |
| ۲۳.   | ۲۲ ژوئن ۱۹۸۶   | ورزشگاه آزتکا، مکزیکو سیتی، مکزیک                | انگلستان           | ۰-۱ | ۱–۲   | جام جهانی ۱۹۸۶                                      |       |
| ۲۴.   | ۲۲ ژوئن ۱۹۸۶   | ورزشگاه آزتکا، مکزیکو سیتی، مکزیک                | انگلستان           | ۰-۲ | ۱–۲   | جام جهانی ۱۹۸۶                                      |       |
| ۲۵.   | ۲۵ ژوئن ۱۹۸۶   | ورزشگاه آزتکا، مکزیکو سیتی، مکزیک                | بلژیک              | ۰-۱ | ۰–۲   | جام جهانی ۱۹۸۶                                      |       |
| ۲۶.   | ۲۵ ژوئن ۱۹۸۶   | ورزشگاه آزتکا، مکزیکو سیتی، مکزیک                | بلژیک              | ۰-۲ | ۰–۲   | جام جهانی ۱۹۸۶                                      |       |
| ۲۷.   | ۱۰ ژوئن ۱۹۸۷   | ورزشگاه لتزیگراند، زوریخ، سوئیس                  | ایتالیا            | ۲-۱ | ۳–۱   | دوستانه                                             |       |
| ۲۸.   | ۲۷ ژوئن ۱۹۸۷   | ورزشگاه مونومنتال، بوئنوس آیرس، آرژانتین         | پرو                | ۰-۱ | ۱–۱   | کوپا آمریکا ۱۹۸۷                                    |       |
| ۲۹.   | ۲ ژوئیه ۱۹۸۷   | ورزشگاه مونومنتال، بوئنوس آیرس، آرژانتین         | اکوادور            | ۰-۲ | ۰–۳   | کوپا آمریکا ۱۹۸۷                                    |       |
| ۳۰.   | ۲ ژوئیه ۱۹۸۷   | ورزشگاه مونومنتال، بوئنوس آیرس، آرژانتین         | اکوادور            | ۰-۳ | ۰–۳   | کوپا آمریکا ۱۹۸۷                                    |       |
| ۳۱.   | ۳۱ مارس ۱۹۸۸   | ورزشگاه المپیک، برلین، آلمان                     | اتحاد جماهیر شوروی | ۳-۲ | ۴–۲   | رقابتهای چهارجانبه (۱۹۸۸)                           |       |
| ۳۲.   | ۲۲ مه ۱۹۹۰     | ورزشگاه رمت گن، تل آویو، اسرائیل                 | اسرائیل            | ۰-۱ | ۱–۳   | دوستانه                                             |       |
| ۳۳.   | ۲۰ آوریل ۱۹۹۴  | ورزشگاه ال جیگانته دل نورته، سالتا، آرژانتین     | مراکش              | ۱-۲ | ۱–۳   | دوستانه                                             |       |
| ۳۴.   | ۲۱ ژوئن ۱۹۹۴   | ورزشگاه فاکسبرو، فاکسبرو، ایالات متحده           | یونان              | ۰-۳ | ۰–۴   | جام جهانی ۱۹۹۴                                      | [ ۸ ] |

## آمار کلی

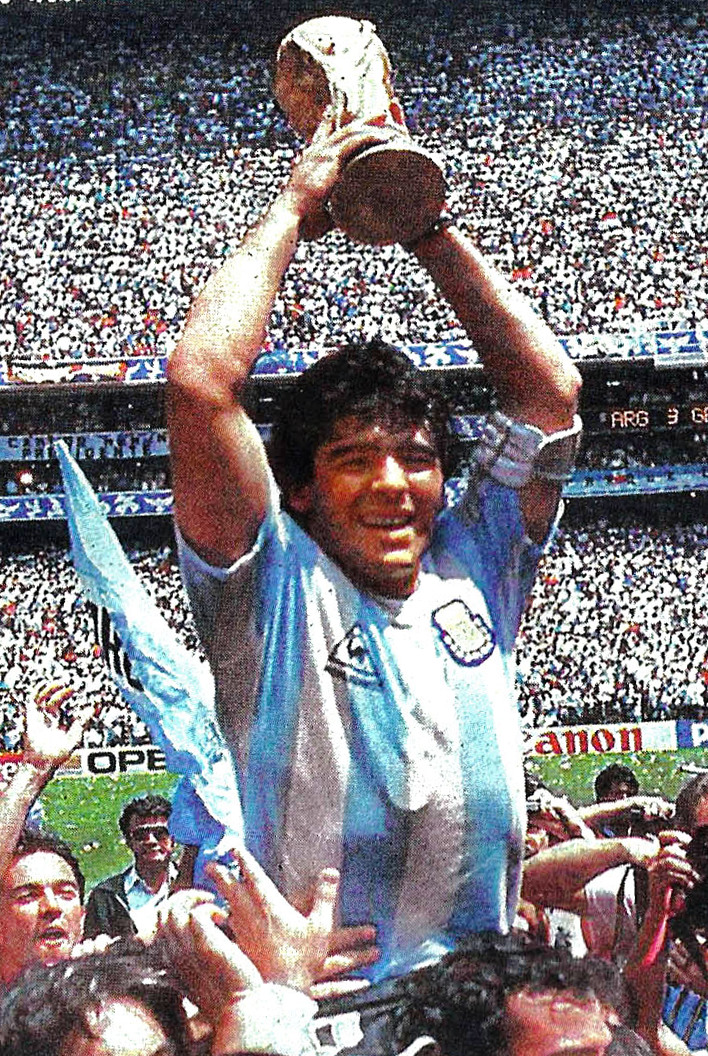
دیگو مارادونا در سال ۱۹۸۶ جام جهانی را برنده شده‌است.

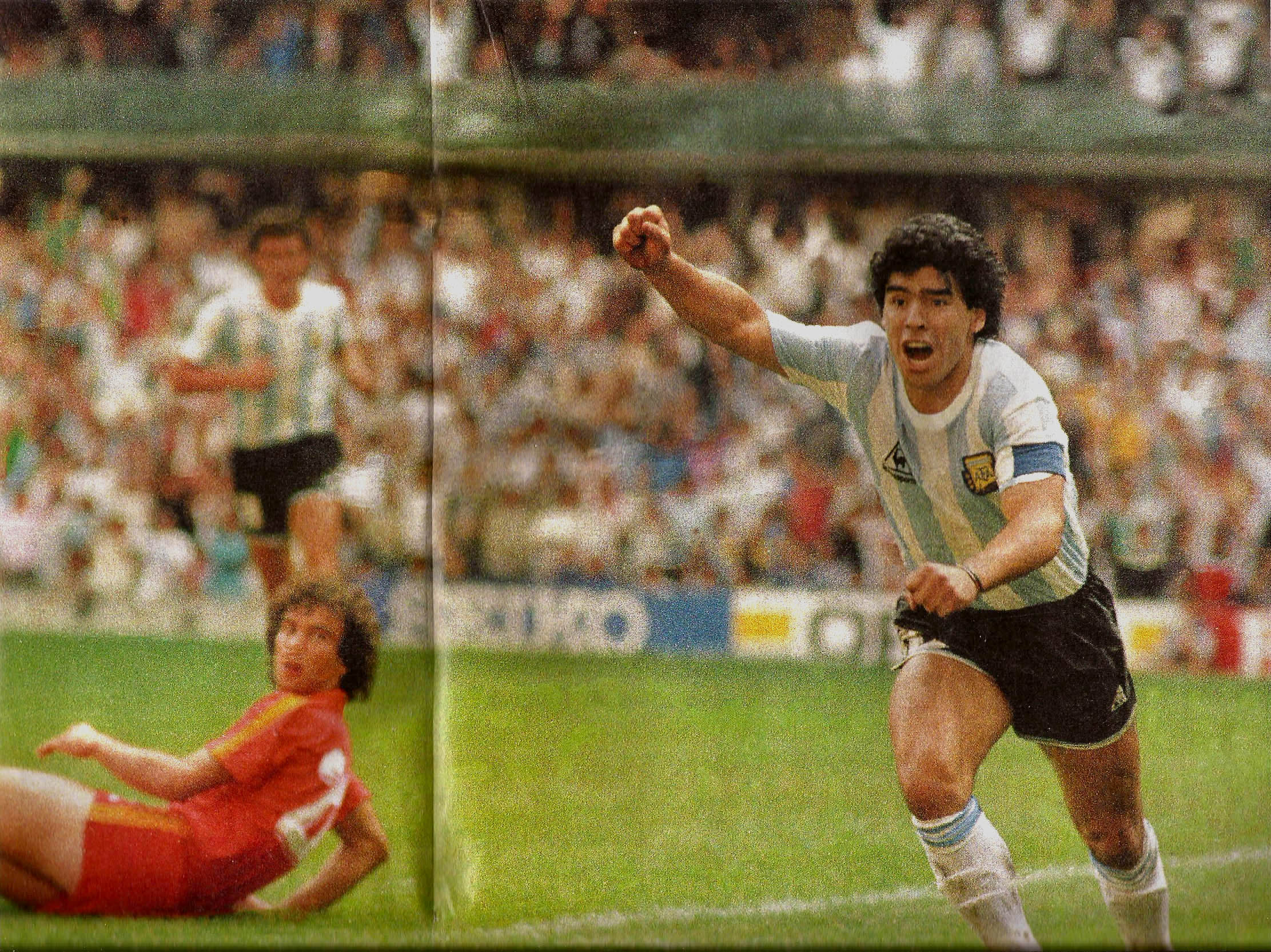
مارادونا با گلزنی مقابل بلژیک در جام جهانی ۱۹۸۶ جشن گرفت.

| سال   | ب  | گلها |
| ----- | -- | ---- |
| ۱۹۷۷  | ۳  | ۰    |
| ۱۹۷۸  | ۱  | ۰    |
| ۱۹۷۹  | ۸  | ۳    |
| ۱۹۸۰  | ۱۰ | ۷    |
| ۱۹۸۱  | ۲  | ۱    |
| ۱۹۸۲  | ۱۰ | ۲    |
| ۱۹۸۳  | ۰  | ۰    |
| ۱۹۸۴  | ۰  | ۰    |
| ۱۹۸۵  | ۱۰ | ۶    |
| ۱۹۸۶  | ۱۰ | ۷    |
| ۱۹۸۷  | ۶  | ۴    |
| ۱۹۸۸  | ۳  | ۱    |
| ۱۹۸۹  | ۷  | ۰    |
| ۱۹۹۰  | ۱۰ | ۱    |
| ۱۹۹۱  | ۰  | ۰    |
| ۱۹۹۲  | ۰  | ۰    |
| ۱۹۹۳  | ۴  | ۰    |
| ۱۹۹۴  | ۷  | ۲    |
| مجموع | ۹۱ | ۳۴   |

| رقابت             | بازی | گلها |
| ----------------- | ---- | ---- |
| دوستانه           | ۴۰   | ۱۷   |
| کوپا آمریکا       | ۱۲   | ۴    |
| مقدماتی جام جهانی | ۸    | ۳    |
| مسابقات جام جهانی | ۲۱   | ۸    |
| مسابقات دیگر      | ۱۰   | ۲    |
| مجموع             | ۹۱   | ۳۴   |